# Saint-Laurent-des-Arbres
Saint-Laurent-des-Arbres este o comună în departamentul Gard din sudul Franței. În 2009 avea o populație de 2.400 de locuitori.

## Evoluția populației
| An        | 1975  | 1982  | 1990  | 1999  | 2006  | 2009  |
| --------- | ----- | ----- | ----- | ----- | ----- | ----- |
| Populație | 2.056 | 1.403 | 1.683 | 1.743 | 2.072 | 2.400 |